# Borophaga subsultans
Borophaga subsultans is een vliegensoort uit de familie van de bochelvliegen (Phoridae). De wetenschappelijke naam is hepubliceerd in 1766 door Linnaeus.